# Flash & Dash - Formula Extreme
Flash & Dash - Formula Extreme (雷速登闪电冲线２, Léi sù dēng shǎndiàn chōng xiàn èr) è un anime cinese del 2010, prodotto da Alpha Culture Ltd e seconda serie del franchise Flash & Dash.
In Italia è andata in onda su Super! dal 29 settembre 2014 al 30 ottobre 2014, interrompendosi all'episodio 24.

## Trama
I fratelli Frank e Karl si trasferiscono in un'altra città, dove entrano in contatto con un nuovo tipo di corse di auto radiocomandate, la Formula Extreme, e si uniscono al team Flash. Frank e Karl stringono amicizia con altri appassionati di Formula Extreme e si scontrano con i rivali del team Power.

## Personaggi
Frank (凌风S, Líng FēngP)
Tranquillo, altruista, riflessivo e stratega, ha 13 anni. La sua macchina è la X-Wind, con la quale può eseguire la tecnica Kamikaze. Fa parte del team Flash.
Doppiato da Simone Lupinacci (italiano).
Karl (凌云S, Líng YúnP)
Il fratello gemello di Frank, è impulsivo, pigro e scontroso, e ha una grande passione per il cibo. La sua macchina è la Fly Infinity, con la quale può eseguire la tecnica Cielo Tempestoso. Fa parte del team Flash.
Doppiato da Fabrizio Valezano (italiano).
Tina (丁虹S, Dīng HóngP)
Il capitano del team Flash, ha 13 anni e mezzo. È una pessima cuoca e un maschiaccio, ma sa anche essere dolce; ha un cane di nome Pique. Ha ricevuto la sua macchina dal fratello maggiore, partito per l'estero. La sua macchina è la Rainbow Wing, con la quale può eseguire la tecnica Arcobaleno.
Doppiata da Valentina Pallavicino (italiano).
Josh Mega (赵阳S, Zhào YángP)
È il capitano del team Power e ha 13 anni e mezzo. È molto viziato e usa trucchi scorretti per vincere. La sua macchina è la Fire Blast, con la quale può eseguire la tecnica Fiamma Ardente.
Doppiato da Massimo Di Benedetto (italiano).
Toby Mega (赵涛S, Zhào TāoP)
È un membro del team Power e ha 12 anni. La sua macchina è la Glacier Pierce, con la quale può eseguire la tecnica Bufera.
Doppiato da Annalisa Longo (italiano).
Eugene Mega (赵岳S, Zhào YuèP)
È un membro del team Power e ha 10 anni. Essendo il più piccolo, è stato viziato e coccolato molto dal padre; non gli sono mai piaciuti i metodi violenti di Josh. La sua macchina è la Trembling Earth, con la quale può eseguire due tecniche: Terremoto e Montagna inarrestabile.
Doppiato da Marcella Silvestri (italiano).
Jason (江川S, Jiāng ChuānP)
Il capitano del Dream team, ha 13 anni e mezzo, è intelligente e un mago del computer. È il fratellastro minore di Luke e si allena con costanza e impegno per riuscire a batterlo. La sua macchina è la Mystic Mist, con la quale può eseguire la tecnica Drago Nebuloso.
Doppiato da Tiziano Bertrand (italiano).
Gary (林刚S, Lín GāngP)
È un membro del Dream team, ha 13 anni e pratica ginnastica artistica; è tranquillo e disciplinato. La sua macchina è la Inferno Steel, con la quale può eseguire la tecnica Acciaio Puro.
Bryan (叶岩S, Yè YánP)
È un membro del Dream team, ha 14 anni e pratica kung fu da dieci anni. La sua macchina è la Igneous Rock (o Lava Stream), con la quale può eseguire due tecniche: Meteorite in picchiata e Valanga di pietra.
Doppiato da Andrea Rotolo (italiano).
Steven (石磊S, Shí LěiP)
È il capitano del team Ranger, ha 14 anni e ha molte idee, che spesso si rivelano irrealizzabili o fallimentari. La sua macchina è la Slash, con la quale può eseguire la tecnica Granchio frantumante.
Doppiato da Luca Bottale (italiano).
Willy
È un membro del team Ranger.
Doppiato da Cinzia Massironi (italiano).
Mitch
È un membro del team Ranger.
Doppiato da Federica Valenti (italiano).
Luke (陆飞S, Lù FēiP)
Ha 18 anni ed è il fratellastro di Jason. È un pilota leggendario, che cinque anni prima era l'arrogante e scorretto leader del team Power, finché non ha deciso di non usare più trucchi ed è stato espulso dalla squadra. Ora lavora come uomo delle pulizie per il team Power, ma dà spesso preziosi consigli al team Flash. In seguito, riceve da Simon l'incarico di allenare le nuove generazioni di piloti e insegnare loro a gareggiare sportivamente. La sua macchina è la Emperor Rock, con la quale può eseguire la tecnica Luce suprema.
Doppiato da Renato Novara (italiano).
Vivian & Damien
Sono i manager del team Flash e proprietari dello Speedy Shop. Sono sposati da vent'anni.
Doppiati da Renata Bertolas e ? (italiano).
Warden Mega (赵万威S, Zhào WànwēiP)
Ha 40 anni, è il padre di Josh, Toby e Eugene, e manager del team Power. Mette molta pressione ai figli e inizialmente fa usare loro dei trucchi sleali per vincere, ma poi lentamente cambia.
Doppiato da Stefano Albertini (italiano).
Horace
È un bulletto disonesto, capitano del team Horace.
Simon (严松S, Yán SōngP)
Ha 60 anni ed è un membro del comitato che ha creato la Formula Extreme e ne gestisce le corse. Crede nel gioco sportivo e si è trasferito in America per insegnare a guidare ai piloti; dopo cinque anni torna brevemente in Cina, dove dona a Luke la macchina Emperor, da lui stesso progettata, e gli chiede di insegnare alle nuove generazioni di piloti a giocare sportivamente.
La Er (拉尔S, Lā ĚrP)
È un bambino di 8 anni serio e introverso.
Commentatore
È il commentatore delle gare di Formula Extreme e, ovunque c'è una corsa, c'è anche lui.
Doppiato da Maurizio Merluzzo (italiano).

## Episodi
La sigla cinese è composta da Henry Lai, scritta da Max Wong e cantata da Pan Song He. La sigla italiana, Flash and Dash, è scritta e cantata da Marcello De Toffoli, e registrata e mixata al Blue Light Studio.
| Nº | Titolo italiano Cinese 「Caratteri」 - Traduzione letterale | In onda | In onda           |
| Nº | Titolo italiano Cinese 「Caratteri」 - Traduzione letterale | Cinese  | Italiano          |
| 1  | In pista 「令人震惊的Ｆ１初体验」 - Lìng rén zhènjīng de F1 chū tǐyàn – "La prima scioccante esperienza con la Formula 1"                                                                  | 2010    | 29 settembre 2014 |
| 2  | Chi è il capitano? 「谁是队长？」 - Shuí shì duìzhǎng? – "Chi è il capitano?" | -       | 30 settembre 2014 |
| 3  | Nuovi compagni di squadra 「石磊也要入闪电队」 - Shí Lěi yě yào rù shǎndiàn duì – "Anche Shí Lěi entra nel team Flash"                                                                     | -       | 1º ottobre 2014   |
| 4  | Il pilota leggendario 「传说中的赛车手」 - Chuánshuō zhōng de sàichē shǒu – "Il pilota leggendario"                                                                                        | -       | 2 ottobre 2014    |
| 5  | Amici o nemici 「梦之队 是敌是友？」 - Mèng zhī duì shì dí shì yǒu? – "Il Dream team è amico o nemico?"                                                                                    | -       | 3 ottobre 2014    |
| 6  | Il Dream team 「重新认识梦之队！」 - Chóngxīn rènshí mèng zhī duì! – "La nuova intesa con il Dream team!"                                                                                  | -       | 6 ottobre 2014    |
| 7  | Unire lo spirito alla macchina 「人车合一的启动」 - Rén chē hé yī de qǐdòng – "Si inizia a unire lo spirito con la macchina"                                                               | -       | 7 ottobre 2014    |
| 8  | La sfida 「爆威队的挑战书」 - Bào wēi duì de tiǎozhàn shū – "La sfida lanciata dal team Power"                                                                                             | -       | 8 ottobre 2014    |
| 9  | Una nuova pista 「新手建造的跑道」 - Xīnshǒu jiànzào de pǎodào – "La costruzione della nuova pista"                                                                                        | -       | 9 ottobre 2014    |
| 10 | Con il vento a favore 「风中的友谊赛」 - Fēng zhōng de yǒuyìsài – "Corsa d'amicizia con il vento"                                                                                          | -       | 10 ottobre 2014   |
| 11 | Circuito privato 「赵氏的私家跑道」 - Zhào shì de sījiā pǎodào – "La pista privata degli Zhào"                                                                                             | -       | 13 ottobre 2014   |
| 12 | Cambiare per vincere 「各队的新组合」 - Gè duì de xīn zǔhé – "La nuova combinazione di ogni squadra"                                                                                       | -       | 14 ottobre 2014   |
| 13 | La stagione delle corse 「Ｆ１遥控赛车季度站预选赛开始」 - F1 yáokòng sàichē jìdù zhàn yùxuǎn sài kāishǐ – "Iniziano le qualificazioni del campionato di auto radiocomandate di Formula 1" | -       | 15 ottobre 2014   |
| 14 | Correre come un team 「奋战吧！团队合作是取胜的关键！」 - Fènzhàn ba! Tuánduì hézuò shì qǔshèng de guānjiàn! – "Lotta! Il lavoro di squadra è la chiave per la vittoria!"                  | -       | 16 ottobre 2014   |
| 15 | Nuova auto 「爆威队的新赛车」 - Bào wēi duì de xīn sàichē – "Le nuove auto del team Power"                                                                                                 | -       | 17 ottobre 2014   |
| 16 | Nuove mosse 「训练新的技术招式」 - Xùnliàn xīn de jìshù zhāoshì – "L'addestramento nelle mosse delle nuove tecnologie"                                                                     | -       | 20 ottobre 2014   |
| 17 | L'unione di due 「新型赛车和人车合一的连锁启动」 - Xīnxíng sàichē hé rén chē hé yī de liánsuǒ qǐdòng – "Si inizia a unire spirito e macchina con i nuovi veicoli"                          | -       | 21 ottobre 2014   |
| 18 | Nuove incredibili auto 「令人惊异的新型赛车」 - Lìng rén jīngyì de xīnxíng sàichē – "Nuove macchine straordinarie"                                                                         | -       | 22 ottobre 2014   |
| 19 | Nuova speranza 「希望之光」 - Xīwàng zhī guāng – "Barlume di speranza" | -       | 23 ottobre 2014   |
| 20 | Capo allenatore 「陆飞成为总教练」 - Lù Fēi chéngwéi zǒng jiàoliàn – "Lù Fēi diventa capo allenatore"                                                                                      | -       | 24 ottobre 2014   |
| 21 | Siamo compagni 「凌风和赵阳的默契」 - Líng Fēng hé Zhào Yáng de mòqì – "La comprensione tra Líng Fēng e Zhào Yáng"                                                                         | -       | 27 ottobre 2014   |
| 22 | Il campione 「谁是王者」 - Shuí shì wángzhě – "Chi è il re" | -       | 28 ottobre 2014   |
| 23 | Io sono la mia auto 「石磊的人车合一」 - Shí Lěi de rén chē hé yī – "Shí Lěi unisce spirito e macchina"                                                                                    | -       | 29 ottobre 2014   |
| 24 | La squadra migliore 「最佳组合」 - Zuì jiā zǔhé – "La combinazione migliore" | -       | 30 ottobre 2014   |
| 25 | 「登车杯预赛」 - Dēng chē bēi yùsài – "Le eliminatorie della Coppa automobilistica" | -       | -                 |
| 26 | 「登山杯决赛」 - Dēngshān bēi juésài – "La scalata finale della Coppa" | -       | -                 |
| 27 | 「流浪的女车手」 - Liúlàng de nǚ chēshǒu – "La pilota donna" | -       | -                 |
| 28 | 「赵涛的改变」 - Zhào Tāo de gǎibiàn – "Il cambiamento di Zhào Tāo" | -       | -                 |
| 29 | 「凌风凌云的矛盾」 - Líng Fēng Líng Yún de máodùn – "Il litigio di Líng Fēng e Líng Yún"                                                                                                   | -       | -                 |
| 30 | 「越野赛」 - Yuèyě sài – "Cross Country" | -       | -                 |
| 31 | 「陆飞人车合一的秘密」 - Lù Fēi rén chē hé yī de mìmì – "Il segreto di Lù Fēi per unire spirito e macchina"                                                                                | -       | -                 |
| 32 | 「大牙之战」 - Dàyá zhī zhàn – "Grande battaglia" | -       | -                 |
| 33 | 「王子驾到」 - Wángzǐ jiàdào – "Il principe delle auto" | -       | -                 |
| 34 | 「露营」 - Lùyíng – "Campeggio" | -       | -                 |
| 35 | 「王子的风采」 - Wángzǐ de fēngcǎi – "Il principe dello stile" | -       | -                 |
| 36 | 「探望陆飞」 - Tànwàng Lù Fēi – "Visitare Lù Fēi" | -       | -                 |
| 37 | 「黑兽暴走团登场」 - Hēi shòu bàozǒu tuán dēngchǎng – "Il debutto del team Black Beast" | -       | -                 |
| 38 | 「Ｆ１遥控车锦标赛预赛」 - F1 yáokòng chē jǐnbiāosài yùsài – "Le eliminatorie del campionato di Formula 1 di auto radiocomandate"                                                          | -       | -                 |
| 39 | 「Ｆ１遥控车锦标赛命运之决战」 - F1 yáokòng chē jǐnbiāosài mìngyùn zhī juézhàn – "La battaglia del destino del campionato di Formula 1 di auto radiocomandate"                             | -       | -                 |
| 40 | 「大家一起奔跑吧！」 - Dàjiā yì qǐ bēnpǎo ba! – "Corriamo tutti insieme!" | -       | -                 |